# Centre Presse (Vienne)
Pour les articles homonymes, voir Centre Presse.
Centre Presse est un quotidien d’information départemental français publié dans la Vienne (Nouvelle-Aquitaine). Il a été fondé en 1958 et appartient depuis 1996 au groupe Nouvelle République du Centre-Ouest (NRCO), qui édite également le quotidien La Nouvelle République du Centre-Ouest en Nouvelle-Aquitaine (Vienne et Deux-Sèvres). Les deux principaux actionnaires de ce groupe sont le groupe Centre-France (17 %, ayant lui-même pour actionnaire majoritaire la fondation Varenne), et la famille Saint-Cricq (16 %).

## Historique
Les origines du journal remontent à 1940, avec la création de l’hebdomadaire clandestin Le Libre Poitou par Louis Renard. Racheté par Robert Hersant en 1958, il est rebaptisé Centre Presse comme le sont tous les titres de presse acquis par le « papivore » de Clermont-Ferrand à La Rochelle. 
Le 1er mai 1996, le titre est cédé au groupe NRCO de Tours, mais les deux titres du groupe paraissant dans la Vienne (La Nouvelle République du Centre-Ouest, édition de la Vienne et Centre Presse) conservent leur autonomie.
En septembre 2007, les régies publicitaires de Centre Presse et de l'édition de la Vienne de La Nouvelle République du Centre-Ouest sont réunies en une seule régie.
En juillet 2009, le groupe NRCO traverse des difficultés. Un projet de mutualisation entre Centre Presse et l'édition de la Vienne de La Nouvelle République du Centre-Ouest est mis sur pied dans le cadre d'un plan social plus global touchant le groupe NRCO. Cinquante suppressions de postes sont envisagées sur le département de la Vienne. Les rédactions des deux titres sont réunies dès janvier 2010, et Centre Presse adopte un graphisme proche de celui de La Nouvelle République du Centre-Ouest.
En mars 2025, le site de Centre Presse s'arrête, devenu obsolète, et ses articles sont désormais publiés sur le site de La Nouvelle République du Centre-Ouest.

## Contenu éditorial, ligne éditoriale
Contrairement à son unique concurrent dans le département, La Nouvelle République du Centre-Ouest, l’actualité nationale n’était traitée que par le biais de reprises de dépêches d’agence de presse et par ses éditos. Héritier du groupe Hersant, le journal était classé davantage à droite que son concurrent. 
Avec le rapprochement progressif des titres et des rédactions, les contenus de Centre Presse et de l'édition de la Vienne de La Nouvelle République du Centre-Ouest sont désormais identiques. 

## Diffusion
| Année | Diffusion France payée | Diffusion totale payée | Diffusion totale |
| ----- | ---------------------- | ---------------------- | ---------------- |
| 2024  | 5 539                  | 5 539                  | 5 822            |
| 2023  | 6 379                  | 6 379                  | 6 708            |
| 2022  | 7 098                  | 7 098                  | 7 456            |
| 2021  | 7 636                  | 7 636                  | 7 996            |
| 2020  | 8 248                  | 8 248                  | 8 612            |
| 2019  | 9 201                  | 9 201                  | 9 582            |
| 2018  | 10 023                 | 10 023                 | 10 457           |
| 2017  | 10 816                 | 10 816                 | 11 278           |
| 2016  | 11 808                 | 11 808                 | 12 251           |
| 2015  | 12 991                 | 12 991                 | 13 510           |
| 2014  | 14 118                 | 14 118                 | 14 620           |
| 2013  | 15 221                 | 15 221                 | 15 731           |
| 2012  | 16 472                 | 16 472                 | 16 991           |
| 2011  | -                      | -                      | -                |
| 2010  | -                      | -                      | -                |
| 2009  | -                      | -                      | -                |
| 2008  | -                      | -                      | -                |
| 2007  | -                      | -                      | -                |
| 2006  | -                      | -                      | -                |
| 2005  | 20 680                 | -                      | -                |
| 2004  | 20 372                 | -                      | -                |
| 2003  | 20 636                 | -                      | -                |
| 2002  | 20 588                 | -                      | -                |